# 2015-ös Burkina Fasó-i puccs
A 2015-ös Burkina Fasó-i puccs 2015. szeptember 16-án Burkina Fasóban következett be, mikor az Elnöki Biztonsági Ezred (RSP) őrizetbe vette az ország kormányát. Az őrizetbe vettek között volt Michel Kafando, az átmeneti elnök, Yacouba Isaac Zida miniszterelnök (az RSP korábbi helyettes parancsnoka) és a kabinet számos más tagja. Az átmeneti kormány a 2014-es Burkina Faso-i felkelés kezdetén alakult meg, mikor egy nagy támogatottsággal bíró csoport elűzte a hatalomból a régóta az államelnöki posztot betöltő Blaise Compaorét. Ő 1987-ben a baloldali vezető, Thomas Sankara elleni puccs során szerezte meg magának a hatalmat. A következő választásokat az országban 2015. október 11-re tervezték.

## Előzmények
A puccsot közvetlenül megelőző napokban a Compaoré vezette időszakban több állítólagos puccskísérlettel is összefüggésbe hozott Elnöki Biztonsági Ezred ellen több alapos vizsgálatot is indítottak. 2015. szeptember 14-én bejelentették, hogy a felkelést követő reformok megtervezésével foglalkozó bizottság véleménye szerint az RSP-t fel kel oszlatni, tagjait pedig át kell helyezni más egységekbe. A Zida miniszterelnök nevéhez kapcsolódó jelentés szerint az RSP „egy hadsereg a hadseregen belül”.

## A puccs
Míg egy magas beosztású katonai vezető szerint a kormány tagjait letartóztató katonáknak semmiféle követelése nincs, addig a civil aktivisták szerint a felkelők Kafando átmeneti államfő lemondását akarták elérni. Chériff Sy, a Nemzeti Átmeneti Bizottság elnöke nem sokkal később egy nyilatkozatot adott ki, mely szerint párbeszéd folyik a katonai vezetés és az „RSP egyes részei között”, akik felelősek az államcsínyért, és hozzátette, hogy az ország veszélyben van. A 2014-es felkelésben fontos szerepet játszó fundamentalista sankarista Le Balai Citoyen arra szólította fel Ouagadougou lakosait, hogy az események megvédése érdekében gyűljenek össze a Forradalom téren. Miután több száz tüntető gyűlt össze az elnöki palota előtt, katonák figyelmeztető lövésekkel próbálták meg őket feloszlatni. Ők ennek ellenére nem mozdultak. Többeket gumibottal visszavertek, Ouaga 2000 kerületből pedig lövésekről érkeztek beszámolók. „Le az RSP-vel”, „választásokat akarunk”, és ehhez hasonló jelszavakat skandált a tömeg. A magánkézben lévő Radio Omega arról számolt be, hogy az Elnöki Védelmi Ezred parancsára beszüntették a sugárzásukat, és ez történt több másik rádióállomással is.
A puccsra válaszul 20 francia katonát küldtek egy biztonsági bázisról Ouagadougouba. Több nemzetközi szervezet is visszautasította a történteket, így az Egyesült Nemzetek Szervezete, az Afrikai Unió és a Nyugat-afrikai Országok Gazdasági Szervezete is. Mindenki a bebörtönzöttek szabadon bocsátását, és az ország demokratizálódását sürgette.
Szeptember 17-én a puccs vezeti bejelentették, hogy eltávolítják a hatalomból Kafandót, feloszlatják a kormányt és az átmeneti vezetőséget, és új átmeneti szervet, a Demokráciáért Nemzeti Bizottságot állít fel, mely elvezeti az országot egy „békés és egyenlő jogokat biztosító választásokig”. Kiáltványukban, melybe megalakították a Demokráciáért Nemzeti Bizottságot, azzal vádolták az előző átmeneti szervezeteket, hogy választási törvényeik nem voltak demokratikusak, mert mindenkit kizárt, aki támogatta azt a 2014-es változtatást, mely szerint a 2015. októberi választásokon nem számít a jelöltségnél, hogy a jelölt hányszor töltötte be már a pozíciót. Gilbert Diendéré tábornok lett a katonai junta vezetője.
A nap folyamán később Diendéré azt mondta, Compaorének semmi köze nem volt a puccshoz, melyet a hadsereg zöme támogatott. Nyugalomra intett, "így folytathatjuk a mindenkinek választójogot biztosító szavazáshoz vezető utunkat," és így fordult a nemzetközi közösséghez: "Tudjuk, hogy a nemzetközi közösség soha nem fogadhatja el a puccsot, de azt kérjük, értsék meg tetteink okát. Elköteleztük magunkat a párbeszéd mellett, és elfogadjuk a nemzetközi közösség több lényeges nézetét is." Megerősítette, hogy semmi köze sincs a politikához, és csak a „speciális helyzet” miatt került bele az egészbe. Hozzátette, hogy a hatalomnak „amint a helyzet lehetővé teszi”, azonnal vissza kell kerülnie a néphez. Máskor azt mondta, új időpontokra tűzik majd ki az elnök- és a képviselő-választásokat, melyek megállapítására „az érintett felekkel, leginkább a politikai pártok és a civil szervezetekkel” történt megbeszélés után kerül sor. Megígérte, hogy eltörlik a kizárólagos választási törvényt, így minden politikai párt indulhat majd a választásokon.
2015. szeptember 18-án Diendéré bejelentette Kafando szabadon bocsátását, és hogy Zida házi őrizetbe került. A puccs után lezárt országhatárokat ismét megnyitották. Ugyanezen a napon az Afrikai Unió felfüggesztette Burkina Faso tagságát, és szankciókat vezetett be a puccs vezetői ellen. A régió két vezetője,—Macky Sall, Szenegál elnöke és az ECOWAS vezetője, valamint Boni Yayi, Benin elnöke—Ouagadougoúba utazott, hogy Diendérével tárgyaljon.
Szeptember 19-én, több tárgyalást követően Boni Yayi bejelentette, hogy másnap "jó hírekkel" tud majd szolgálni. Szeptember 20-án a puccs támogatói nagy hévvel berontottak a tárgyalásoknak helyszínül szolgáló hotelbe. Később bejelentették a megállapodás tervezetének főbb pontjait. Ezek között volt, hogy engedélyezik a régebben kizárt jelöltek indulását a választásokon, így teljesítik a CND egyik legfőbb követelését. Amnesztiát biztosítottak a puccs résztvevőinek, és követelték a CND által fogvatartottak szabadon engedését. Engedélyezték a választások egy későbbi időpontban történő megtartását is, de ez nem lehet november 22. utáni időpontban. A két fél abban még nem tudott megegyezni, ki vezesse az átmeneti időszakot. A megállapodás-tervezet szerint Kafando lenne az elnök, de a CND szerint Diendérének kellene betöltenie a pozíciót az átmeneti időszakból visszalévő idő alatt.

## Ellenállás és a puccs bukása
Ouagadougoun kívül a CND soha nem tudta megszerezni a vezető szerepet, szeptember 21-én a hadsereg vezetői pedig azt jelentették be, hogy a katonaság fő részéhez tartozó egységek a főváros felé haladnak, hogy véget vessenek a puccsnak. Diendéré békéltető szándékkal bejelentette Zida szabadon engedését. A hadsereggel való konfrontációtól és az ellenzék folyamatban lévő utcai tüntetéseitől való félelmében Diendéré azt mondta, a CND ragaszkodik a tervezetben lefektetett elvekhez, mrt szerintük csak így térhet vissza a civilizált élet. A tüntetéseket az váltotta ki, hogy a tervezett megoldás túl sok engedményt biztosított a puccs vezetőinek. Deindéré hozzátette, hogy ha nem találnak békés megoldást, a krízis káoszhoz, polgárháborúhoz és az emberi jogok nagy arányú megsértéséhez vezethet.
A hadsereg főparancsnoka, Pingrenoma Zagré dandártábornok az RSP tagjait felszólította, hogy tegyék le a fegyvereiket, és egy nyilatkozatban megígérte, hogy amennyiben békésen visszavonulnak, nem éri őket a későbbiekben bántódás.Bobo-Dioulassóban az emberek Ouagadougou felé vonuló katonákról számoltak be, Koudougoúban pedig támogatták a városon átvonuló katonákat. A szeptember 21-én Ouagadougoúba megérkezett katonák nem találkoztak ellenállással az RSP részéről.
Bár a CND korábban már bejelentette Kafando szabadon engedését, sokak szerint egészen szeptember 21-ig házi őrizetben volt. Ekkor érkezett meg a francia nagykövet rezidenciájához. Ouagadougou elérése után a hadsereg tárgyalásokat kezdett az RSP-vel. A BBC-nek nyilatkozva Diendéré azt mondta, mikor az ECOWAS hivatalosan is megerősíti a tervezett megállapodást, Kafando akkortól lesz ismét miniszterelnök. Kizárta annak az esélyét, hogy megadnák magukat, mondván, „a CND folytatni akarja a tárgyalásokat, és kész átültetni a mindennapokba az DECOWAS döntését.” A hadsereg szeptember 22-ig adott határidőt egy ultimátumban az RSP-nek arra, hogy megadja magát. Diendéré figyelmeztetett, hogy amennyiben kell, az RSP megvédi magát, de hangsúlyozta, hogy a békés megoldásban érdekeltek.
A hadsereg RSP-nek adott határideje összecsapások nélkül ért véget, mert a két fél között közben tárgyalások kezdődtek. 22-én megállapodás született köztük, mely szerint az RSP visszavonul a barakkjaihoz, a hadsereg pedig kivonul a városból. A hadsereg megígérte, hogy az RSP tagjainak nem esik bántódásuk. Az ECOWAS vezetői szeptember 23-ra elkezdték szervezni ouagadougoui útjukat, hogy ott legyenek, mikor Kafando visszakapja elnöki jogköreit.
Kafando egy szeptember 23-i ceremónia keretei között, at ECOWAS vezetőinek jelenlétében visszakapta elnöki jogköreit. Isaac Zida ismét az ország miniszterelnöke lett, Zida azt mondta, pár hétnyi csúszást elképzelhetőnek tart a következő választások időpontjában. Diendéré a saját részéről a puccsot hibának nevezte, és azt mondta, "tudjuk, hogy az embereknek ez nem tetszett. Ezért is adtuk fel."

## Következményei
A puccs alatt 11 ember meghalt és legalább 250 megsebesült. Az első, szeptember 25-én megtartott kormányülésen felmentették a biztonságügyi minisztert, és megszüntették az elnöki katonai tanács vezetőjének a posztját. A puccs további résztvevőinek feltárására egy bizottságot állítottak fel, melynek 30 napja volt a jelentése elkkészítésére. Az elképzelések szerint több ember ellen vádat emelnek majd.
Szeptember 25-én, ahogy röviddel a puccs előtt már tervezték, egy kormányhatározattal feloszlatták az Elnöki Biztonsági Ezredet. Szeptember 26-án Diendéré és más, a puccsban érintett vagyonát az államügyész zárolta.